# Salvatore Burruni
Salvatore Burruni, detto Tore (Alghero, 11 aprile 1933 – Alghero, 30 marzo 2004), è stato un pugile italiano, prese parte ai Giochi olimpici di  Melbourne 1956, campione nazionale (1958-1959), europeo (1961-1964) e, dal 23 aprile 1965 al 14 giugno 1966, campione del mondo dei pesi mosca; l'ultimo ad essere unanimemente riconosciuto da tutti gli organismi del pugilato. Fu anche campione europeo dei pesi gallo dal 1968 sino al ritiro dalle competizioni (1969).

## Carriera

### Dilettante
Ottimo dilettante, fu campione d'Italia dei pesi mosca nel 1954 e nel 1956, campione mondiale militare a Kaiserslautern nel 1955 e a Napoli nel 1956, nonché medaglia d'oro ai II Giochi del Mediterraneo, a Barcellona, nel 1955. Sfortunata fu invece la sua partecipazione alle Olimpiadi di Melbourne del 1956, dove fu sconfitto ai punti al primo incontro dal sovietico Vladimir Stolnikov.

### Professionista
Burruni passò professionista nel 1957, nella scuderia di Umberto Branchini. Al settimo match, il 15 febbraio 1958, subì la sua prima sconfitta, ai punti, dal più esperto Aristide Pozzali. Il cremonese sarà l'unico italiano a riuscirci nei dodici anni di carriera professionistica del pugile sardo.
Il 27 settembre 1958 Burruni divenne campione italiano dei pesi mosca, battendo ai punti Giacomo Spano. Subito dopo la sua carriera si incrociò con quella di Horacio Accavallo, un argentino di padre potentino, da poco trasferitosi in Sardegna ed ancora imbattuto. Il 12 ottobre 1958, allo Stadio Amsicora di Cagliari, Accavallo costrinse Burruni alla resa, ai punti in otto riprese. Nella rivincita, allestita a Sassari il 1º agosto 1959, fu tuttavia Burruni a prevalere, ai punti in dieci riprese, infliggendo all'italo-argentino la sua prima sconfitta in carriera.
Dopo quattro vittoriose difese del titolo italiano, il 29 giugno 1961, ad Alghero, Burruni conquistò anche il titolo europeo, battendo ai punti il finlandese Risto Luukkonen che lo sovrastava nettamente in altezza. Difese in seguito il titolo, sempre vittoriosamente, contro l'inglese Derek Lloyd (KO tecnico alla sesta ripresa, il 12 agosto 1961 a Sanremo), l'ispano-marocchino Mimoun Ben Ali (ai punti in quindici riprese, il 30 giugno 1962, a Saint Vincent), il francese Pierre Rossi (ai punti, il 14 settembre 1962, al velodromo Vigorelli di Milano), il francese René Libeer (ai punti, il 5 luglio 1963, ad Alessandria) e il giovane scozzese Walter McGowan (ai punti, il 24 aprile 1964, allo Stadio Olimpico di Roma). In quest'ultimo match, Burruni riuscì a imporre e sostenere un ritmo indiavolato per tutte le quindici riprese, tanto che lo stesso McGowan fu il primo ad ammettere la sua superiorità.
Ormai ultratrentenne, Burruni era stato sinora evitato dai campioni del mondo in carica, ma la vittoria su McGowan gli aveva permesso di collocarsi in cima alle classifiche degli sfidanti al titolo mondiale dei pesi mosca. Grazie all'organizzazione della ITOS di Rino Tommasi, il thailandese Pone Kingpetch accettò di incontrare il Campione d'Europa al Palasport dell'EUR, ma a patto di incassare l'enorme borsa di 60 000 dollari. Pretese inoltre un arbitro neutrale e il soggiorno pagato di quattro persone a spese dell'organizzazione. Nonostante ciò, il 23 aprile del 1965, Burruni lo travolse sul piano del ritmo, della continuità, della potenza, conquistando il titolo mondiale con un enorme margine di punti. Era il quinto italiano, dopo Carnera, D'Agata, Loi e Mazzinghi a indossare la cintura mondiale.
Il 7 agosto dello stesso anno, Burruni accettò di combattere, senza titolo in palio, nella tana del suo antico rivale Horacio Accavallo, al Luna Park di Buenos Aires, dove l'argentino era rientrato, carico di onori. L'algherese fu sconfitto ai punti in dieci riprese. Allettato da una borsa cospicua, Burruni fu convinto ad affrontare, nuovamente senza titolo in palio, il ventunenne giapponese Katsuyoshi Takayama, al Kuramae Kokugikan di Tokyo. Il 7 ottobre 1965 subì la seconda sconfitta consecutiva, grazie a uno scandaloso verdetto culminato con il conteggio subito dall'italiano per una semplice scivolata alla terza ripresa.
A questo punto la WBA e la WBC imposero a Burruni di mettere in palio il titolo contro l'ex Campione del Mondo Hiroyuki Ebihara, considerato il n. 1 degli sfidanti. L'italiano rifiutò e, pertanto, nel novembre 1965, fu privato del titolo dalle due principali federazioni. Tuttavia, non essendo stato battuto sul ring da nessun contendente in un match con il titolo in palio, Burruni rimase formalmente nello status di campione mondiale lineare dei pesi mosca. In base a tale situazione "di fatto", scelse di combattere contro Rocky Gattellari, un australiano di origine calabrese collocato alcune posizioni più in basso. Il 2 dicembre 1965, a Sydney, Gattellari fu sconfitto per KO alla tredicesima ripresa.
In realtà Burruni, ormai a fine carriera, aveva già da tempo grosse difficoltà a rientrare nelle 112 libbre (51 kg circa) del limite di peso della categoria dei mosca e sapeva che sarebbe stato rischioso per lui salire sul ring troppo debilitato, contro gli avversari più temibili. 

Salvatore Burruni stringe la mano all'organizzatore Rino Tommasi.

A Bangkok, l'8 febbraio 1966, accettò di combattere un incontro contro il terribile thailandese Chartchai Chionoi ma evitando nuovamente di rischiare il titolo dei mosca. Si presentò sovrappeso, praticamente al limite della categoria dei gallo. Il match si concluse con una sconfitta ai punti in dieci riprese, ininfluente ai fini della cintura mondiale.
Il problema del peso si ripropose, per Burruni, nella seconda sfida con titolo in palio, il 14 giugno 1966, nella Empire Pool di Wembley, in Londra, contro il britannico Walter McGowan. Dopo due giorni di digiuno e di saune, sul ring salì l'ombra del grande campione che era stato. Nonostante ciò, Burruni combatté coraggiosamente contro un avversario ormai pienamente maturato, anche se di nove anni più giovane e concluse in bellezza le quindici riprese. Ciò non gli bastò per evitare di cedere il titolo mondiale con un chiaro verdetto ai punti.
Trentatreenne, Burruni proseguì la carriera pugilistica nei pesi gallo e, dopo dieci incontri di rodaggio, conquistò il suo secondo titolo europeo, il 10 gennaio 1968, a Napoli, contro l'ispano-marocchino Mimoun Ben Ali, battendolo ai punti in quindici riprese.
Le sue ambizioni di aspirare al titolo mondiale anche in questa categoria ebbero irrimediabilmente termine dopo un discusso combattimento, il 31 marzo 1968 a Città del Messico, contro l'allora imbattuto Rubén Olivares, uno dei più forti pugili di ogni tempo. Alla terza ripresa, il trentacinquenne campione europeo fu scosso da un sinistro al tronco e voltò la schiena all'avversario; l'arbitro considerò tale comportamento come un gesto di abbandono e decretò il KO tecnico in favore del messicano. Burruni non volle fornire alcun commento ma il suo manager Umberto Branchini dichiarò alla stampa che si era verificato un errore arbitrale perché il pugile italiano non intendeva affatto abbandonare l'incontro.
Difese ancora il titolo europeo dei gallo a San Benedetto del Tronto, il 31 luglio 1968, contro il campione d'Italia Franco Zurlo, vincendo ai punti e impartendogli una vera lezione; lo difese per l'ultima volta a Reggio Calabria il 9 aprile 1969, quando batté per KO al 9º round il francese Pierre Vetroff.
Dopo quest'ultima vittoriosa difesa del titolo, a trentasei anni, Burruni si ritirò, con la cintura continentale ancora indosso. Morì nel 2004 nella città natale di Alghero dove era nato quasi 71 anni prima.